# دوبوك (دائرة انتخابية)
دوبوك Dubuc هي منطقة انتخابية إقليمية في منطقة ساغويناي-لاك-سانت-جان في كيبيك في كندا، والتي تنتخب أعضاء الجمعية الوطنية في كيبيك . وتشمل بشكل خاص جزءًا من مدينة ساغينيه بالإضافة إلى سان أونوريه وسانت أمبرواز.
تم إنشاؤها لانتخابات عام 1966 من أجزاء من منطقتي شيكوتيمي وجونكيير كينوغامي الانتخابية.